# Da-a-ance
Da-a-ance è il terzo singolo del gruppo musicale inglese The Lambrettas, pubblicato nel 1980 dalla Rocket Records.

## Il disco
Sull'onda del successo scatenata dal secondo singolo Poison Ivy che era arrivata fino alla settima posizione della Official Singles Chart, Da-a-ance entra nella classifica  il 24 maggio del 1980 e vi ci rimarrà per 8 settimane, raggiungendo la dodicesima posizione.
Come b side venne scelta (Can't You Feel) The Beat.

## Tracce
Lato A:
1. Da-a-ance

Lato B:
1. (Can't You Feel) The Beat

## Musicisti
- Jez Bird - Cantante e Chitarrista
- Doug Sanders - Voce secondaria e Chitarrista
- Mark Ellis  - Bassista
- Paul Wincer - Batterista